# التركيبة السكانية في غينيا

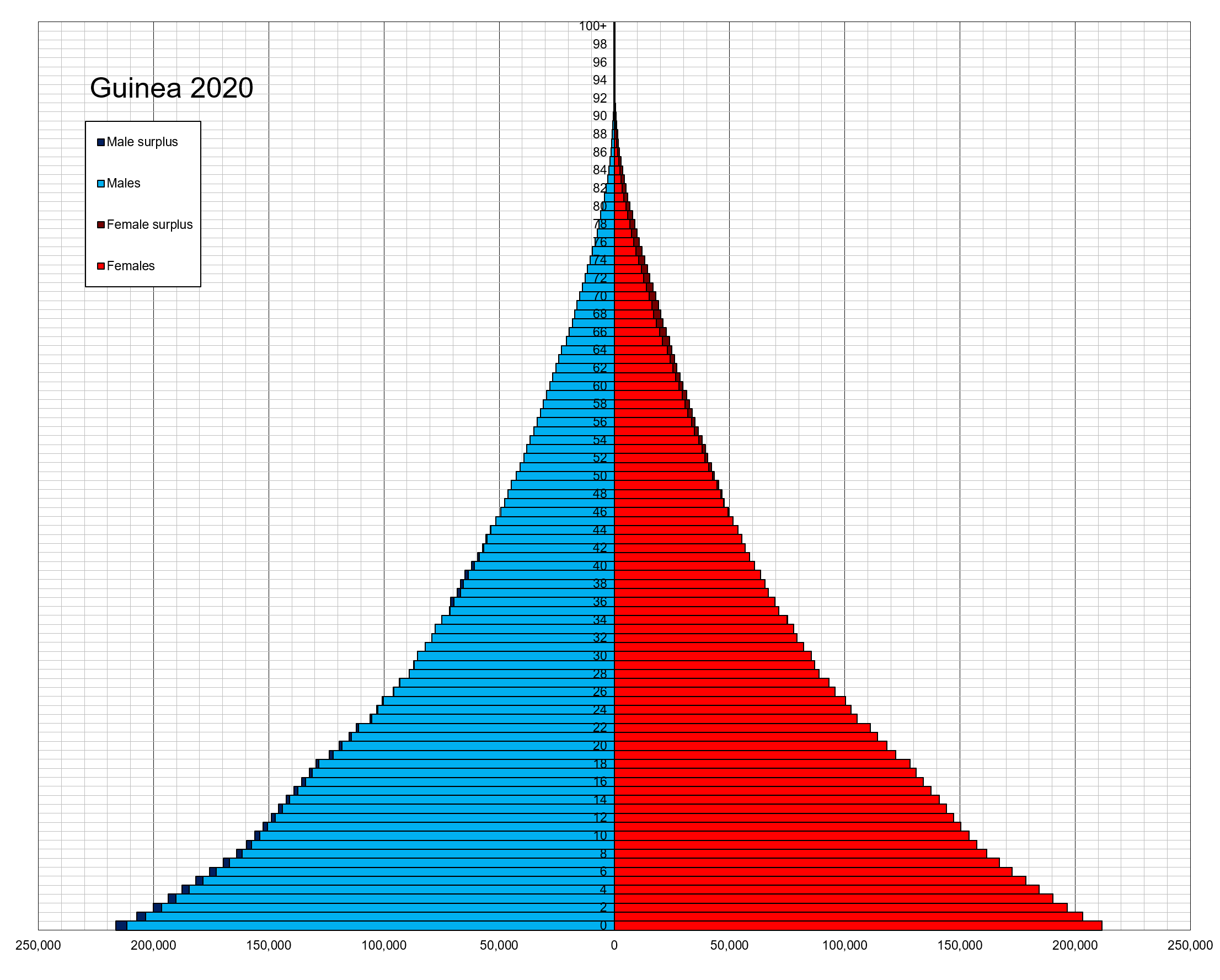
الهرم السكاني في غينيا في عام 2020

تصف التركيبة السكانية في غينيا حالة شعوب غينيا ونظرة عامة عليها. تشمل الموضوعات الديموغرافية التعليم الأساسي والصحة والإحصاءات السكانية وكذلك الانتماءات العرقية والدينية المحددة.

## تعداد السكان

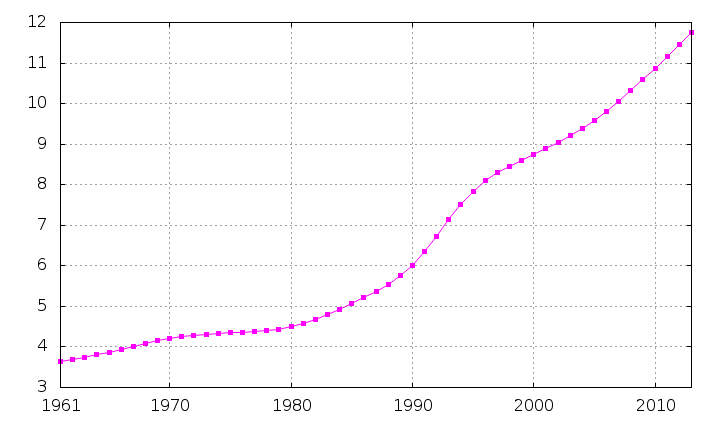
مجموع سكان غينيا من عام 1961 إلى عام 2003. اقترب عدد سكان غينيا من التضاعف ثلاث مرات في أربعين عامًا.

وفق مراجعة عام 2019 للتوقعات السكانية في العالم، بلغ إجمالي عدد السكان 12 414 293 نسمة في عام 2018، مقارنة بـ 3 094 000 نسمة فقط في عام 1950. كانت نسبة الأطفال دون سن 15 سنة في 2010 42.9٪، 53.8٪ بين 15 و 65 سنة، 3.3٪ 65 سنة فأكثر.
| السنة | مجموع السكان | السكان الذين تتراوح أعمارهم بين 0-14 (٪) | السكان الذين تتراوح أعمارهم بين 15 و 64 عامًا (٪) | السكان الذين تزيد أعمارهم عن 65 عامًا (٪) |
| ----- | ------------ | ---------------------------------------- | ------------------------------------------------ | ---------------------------------------- |
| 1950  | 3٬094٬000    | 37.1                                     | 57.6                                             | 5.3                                      |
| 1955  | 3٬300٬000    | 38.6                                     | 57.0                                             | 4.4                                      |
| 1960  | 3٬541٬000    | 40.0                                     | 56.2                                             | 3.8                                      |
| 1965  | 3٬823٬000    | 41.8                                     | 54.9                                             | 3.4                                      |
| 1970  | 000 154 4    | 42.2                                     | 54.6                                             | 3.2                                      |
| 1975  | 4٬287٬000    | 42.6                                     | 54.3                                             | 3.1                                      |
| 1980  | 4٬407٬000    | 43.3                                     | 53.5                                             | 3.2                                      |
| 1985  | 4٬924٬000    | 43.9                                     | 52.8                                             | 3.3                                      |
| 1990  | 000 759 5    | 44.4                                     | 52.3                                             | 3.3                                      |
| 1995  | 7٬565٬000    | 44.6                                     | 52.1                                             | 3.3                                      |
| 2000  | 8٬344٬000    | 44.2                                     | 52.4                                             | 3.3                                      |
| 2005  | 9٬041٬000    | 43.6                                     | 53.0                                             | 3.3                                      |
| 2010  | 9٬982٬000    | 42.9                                     | 53.8                                             | 3.3                                      |

## احصاءات حيوية
لم يكتمل تسجيل الأحداث الحيوية في غينيا. أعدت إدارة السكان في الأمم المتحدة التقديرات التالية.
| فترة | المواليد الأحياء في السنة | وفيات سنويا | التغيير الطبيعي في السنة | CBR * | CDR * | NC * | معدل الخصوبة الإجمالي * | معدل وفيات الرضع * |
| --- | ------------------------- | ----------- | ------------------------ | ----- | ----- | ---- | ----------------------- | ------------------ |
| 1950-1955 | 151٬000                   | 110٬000     | 41٬000                   | 47.2  | 34.3  | 12.9 | 6.00                    | 218                |
| 1955-1960 | 165٬000                   | 115٬000     | 50٬000                   | 48.1  | 33.5  | 14.6 | 6.24                    | 214                |
| 1960-1965 | 179٬000                   | 119٬000     | 59٬000                   | 48.5  | 32.4  | 16.1 | 6.51                    | 210                |
| 1965-1970 | 196٬000                   | 126٬000     | 70٬000                   | 49.0  | 31.5  | 17.5 | 6.80                    | 206                |
| 1970-1975 | 204٬000                   | 123٬000     | 82٬000                   | 48.5  | 29.1  | 19.3 | 6.85                    | 191                |
| 1975-1980 | 210٬000                   | 115٬000     | 95٬000                   | 48.2  | 26.5  | 21.8 | 6.91                    | 174                |
| 1980-1985 | 224٬000                   | 113٬000     | 111٬000                  | 48.0  | 24.2  | 23.8 | 6.95                    | 159                |
| 1985-1990 | 252٬000                   | 117٬000     | 135٬000                  | 47.2  | 22.0  | 25.2 | 6.86                    | 145                |
| 1990-1995 | 303٬000                   | 132٬000     | 171٬000                  | 45.5  | 19.8  | 25.7 | 6.58                    | 131                |
| 1995-2000 | 345٬000                   | 144٬000     | 201٬000                  | 43.4  | 18.1  | 25.3 | 6.19                    | 119                |
| 2000-2005 | 361٬000                   | 136٬000     | 224٬000                  | 41.5  | 15.7  | 25.8 | 5.80                    | 104                |
| 2005-2010 | 380٬000                   | 132٬000     | 248٬000                  | 39.9  | 13.9  | 26.1 | 5.45                    | 93                 |
| * CBR = معدل المواليد الخام (لكل 1000) ؛ CDR = معدل الوفيات الخام (لكل 1000) ؛ NC = التغيير الطبيعي (لكل 1000) ؛ معدل وفيات الرضع = معدل وفيات الرضع لكل 1000 ولادة ؛ معدل الخصوبة الإجمالي = معدل الخصوبة الإجمالي (عدد الأطفال لكل امرأة) |                           |             |                          |       |       |      |                         |                    |

### الخصوبة والولادة
معدل الخصوبة الكلي (TFR) (معدل الخصوبة المطلوب) ومعدل المواليد الخام (CBR): 
| العام | معدل المواليد الخام (المجموع) | معدل الخصوبة الإجمالي (المجموع) | معدل المواليد الخام (حضري) | معدل الخصوبة الإجمالي (حضري) | معدل المواليد الخام (الريف) | معدل الخصوبة الإجمالي (الريف) |
| ----- | ----------------------------- | ------------------------------- | -------------------------- | ---------------------------- | --------------------------- | ----------------------------- |
| 1992  | 41                            | 5.67 (5.1)                      | 37                         | 5.18 (4.5)                   | 42                          | 5.89 (5.3)                    |
| 1999  | 36.9                          | 5.5 (5.0)                       | 32.9                       | 4.4 (3.8)                    | 38.4                        | 6.1 (5.6)                     |
| 2005  | 38.4                          | 5.7 (5.1)                       | 31.8                       | 4.4 (3.9)                    | 40.8                        | 6.3 (5.7)                     |
| 2012  | 34                            | 5.1 (4.6)                       | 29.4                       | 3.8                          | 36.1                        | 5.8                           |
| 2018  | 33.6                          | 4.8 (4.3)                       | 29.4                       | 3.8 (3.4)                    | 35.8                        | 5.5 (4.9)                     |

بيانات الخصوبة اعتبارًا من 2012 و 2018 (برنامج DHS): 
| الإدارية  | معدل الخصوبة الإجمالي (2012) | معدل الخصوبة الإجمالي (2018) | النسبة المئوية للنساء الحوامل في الفئة العمرية 15-49 عامًا (2012) | النسبة المئوية للنساء الحوامل في الفئة العمرية 15-49 عامًا (2018) | متوسط عدد الأطفال المولودين للمرأة في الفئة العمرية 40-49 عامًا (2012) | متوسط عدد الأطفال المولودين للنساء في الفئة العمرية 40-49 عامًا (2018) |
| --------- | ---------------------------- | ---------------------------- | ---------------------------------------------------------------- | ---------------------------------------------------------------- | --------------------------------------------------------------------- | --------------------------------------------------------------------- |
| بوكيه     | 4.7                          | 4.8                          | 14.4                                                             | 9.7                                                              | 5.6                                                                   | 5.2                                                                   |
| كوناكري   | 3.6                          | 3.2                          | 6.2                                                              | 5.8                                                              | 4.8                                                                   | 4.1                                                                   |
| فرانة     | 5.8                          | 5.8                          | 11.6                                                             | 10.5                                                             | 6.7                                                                   | 5.8                                                                   |
| كانكان    | 6.9                          | 6.5                          | 14.4                                                             | 13.6                                                             | 6.9                                                                   | 6.9                                                                   |
| كنديا     | 5.2                          | 5.0                          | 12.4                                                             | 10.2                                                             | 6.2                                                                   | 5.5                                                                   |
| لابيه     | 5.3                          | 5.6                          | 8.9                                                              | 7.6                                                              | 6.5                                                                   | 5.0                                                                   |
| مامو      | 5.4                          | 4.1                          | 8.4                                                              | 7.9                                                              | 6.1                                                                   | 4.8                                                                   |
| نزيريكوري | 5.1                          | 4.5                          | 11.0                                                             | 6.3                                                              | 5.6                                                                   | 4.2                                                                   |

### متوسط العمر المتوقع
| الفترة    | متوسط العمر المتوقع بالسنوات |
| --------- | ---------------------------- |
| 1950–1955 | 33.07                        |
| 1955–1960 | ▲ 34.33                      |
| 1960–1965 | ▲ 35.38                      |
| 1965–1970 | ▲ 36.14                      |
| 1970–1975 | ▲ 37.43                      |
| 1975–1980 | ▲ 39.87                      |
| 1980–1985 | ▲ 43.05                      |
| 1985–1990 | ▲ 47.92                      |
| 1990–1995 | ▲ 51.28                      |
| 1995–2000 | ▲ 51.61                      |
| 2000–2005 | ▼ 51.31                      |
| 2005–2010 | ▲ 55.45                      |
| 2010–2015 | ▲ 57.93                      |

## الجماعات الإثنية
- الفولاني . يُطلق عليهم اسم Peuhl أو Peul بالفرنسية ، أو Fula أو Fulani باللغة الإنجليزية، والذين يتواجدون أساسًا في منطقة فوتاجلون الجبلية ؛
- المانينكا . Malinke بالفرنسية ، Mandingo باللغة الإنجليزية ، يسكن معظمه السافانا في غينيا العليا ومنطقة الغابات؛
- السوسو. سوسو ليست لغة تواصل مشترك في غينيا. على الرغم من أنه يتم التحدث بها بشكل شائع في المناطق الساحلية، بما في ذلك العاصمة كوناكري، إلا أنها غير مفهومة إلى حد كبير في المناطق الداخلية من البلاد.
- عدة مجموعات صغيرة (الجرزي أو الكْبيلي، التوما، الكيسي، وما إلى ذلك) في منطقة الغابات والباغا (بما في ذلك اللَندوما)، الكُنياغي الخ) في المنطقة الساحلية.

يشكل سكان غرب إفريقيا أكبر عدد من السكان غير الغينيين. يبلغ عدد غير الأفارقة حوالي 30.000 (معظمهم من الفرنسيين والأوروبيين واللبنانيين). تُستخدم سبع لغات وطنية على نطاق واسع؛ اللغات الرئيسية المكتوبة هي الفرنسية ، البولار والعربية.
وقد أنشأت لغات أخرى تهجئة اللاتينية التي تستخدم إلى حد ما، لا سيما السوسو والمانينكية. يُستخدم نص نكو بشكل متزايد على المستوى الشعبي للغة المانينكية.

## إحصاءات ديموغرافية أخرى
الإحصاءات الديموغرافية وفقًا لمجلة سكان العالم لعام 2019.
- ولادة واحدة كل دقيقة
- وفاة واحدة كل 5 دقائق
- مهاجر واحد صافي كل 60 دقيقة
- صافي ربح شخص واحد كل دقيقتين

الإحصاءات الديموغرافية التالية مأخوذة من كتاب حقائق العالم لوكالة المخابرات المركزية.

### تعداد السكان
11،855،411 (يوليو 2018 تقديرات. )

### الهيكل العمري

الهرم السكاني لغينيا عام 2017

0-14 سنة: 41.4٪ (ذكور 2،473،486 / إناث 2،435،139)
15-24 سنة: 19.23٪ (ذكور 1،145،488 / إناث 1،134،103)
25-54 سنة: 30.8٪ (ذكور 1،827،246 / إناث 1،824،162)
55-64 سنة: 4.72٪ (ذكور 995 269 / إناث 289164)
65 سنة فأكثر: 3.85٪ (ذكور 203،754 / إناث 252،874) (2018 تقديرات )

### منتصف العمر
المجموع: 19 سنة. مقارنة الدول بالعالم: المرتبة 204
ذكور: 18.8 سنة
الإناث: 19.3 سنة (2018 تقديرات)
المجموع: 18.9 سنة
الذكور: 18.7 سنة
الإناث: 19.1 سنة (2017)

### معدل النمو السكاني
2.75٪ (2018 تقديرات.) مقارنة الدول بالعالم: المركز الثالث عشر
2.61٪ (تقديرات 2017)

### معدل المواليد
36.4 مواليد / 1000 نسمة (تقديرات 2018) ) مقارنة الدول بالعالم: المركز السادس عشر

### معدل الوفيات
8.9 حالة وفاة / 1،000 من السكان (2018 تقديرات. ) مقارنة الدول بالعالم: المرتبة 64

### معدل الخصوبة الكلي
4.98 مولود / امرأة (تقديرات 2018) مقارنة الدول بالعالم: الرابع عشر

### متوسط عمر الأم عند الولادة الأولى
18.9 سنة (تقديرات 2012)
ملحوظة: متوسط العمر عند الولادة الأولى بين النساء 25-29

### معدل انتشار موانع الحمل
8.7٪ (2016)

### معدل صافي الهجرة
0 مهاجر (مهاجرون) / 1،000 نسمة (تقديرات عام 2017) مقارنة الدول بالعالم: المرتبة 84

### نسب الإعالة
نسبة الإعالة الإجمالية: 84.2 (تقديرات عام 2015).
نسبة إعالة الشباب: 78.6 (تقديرات عام 2015).
نسبة إعالة المسنين: 5.6 (تقديرات عام 2015).
نسبة الدعم المحتمل ‏ : 17.8 (2015)

### مدة الحياة المتوقعة عند الولادة
مجموع السكان: 62.1 سنة (2018 تقديرات.)
الذكور: 60.4 سنة (2018)
الإناث: 64 سنة (2018 تقديرات)
مجموع السكان : 61 سنة
الذكور : 59.5 سنة
الإناث : 62.6 سنة (تقديرات 2017)

### تمدن
سكان الحضر: 36.1٪ من إجمالي السكان (2018)
معدل التمدن: 3.54٪ المعدل السنوي للتغير (2015-20 تقديرات)

### نسبة الجندر
عند الولادة 1.03 ذكر/أنثى
أقل من 15 سنة 1.02 ذكر/أنثى
15-64 سنة 1 ذكر/أنثى
65 سنة وما فوق 0.78 ذكر/أنثى
إجمالي عدد السكان 1 ذكر/أنثى (تقديرات عام 2011)

### فيروس نقص المناعة البشرية / الإيدز
معدل انتشار البالغين: 1.5٪ (تقديرات 2017) الأشخاص المصابون بفيروس نقص المناعة البشرية / الإيدز : 120.000 (تقديرات 2017) الوفيات: 5100 (تقديرات 2017)

### جماعات إثنية[9]
- الفولاني (بول) 33.4٪
- المالينكي 29.4٪
- السوسو 21.2٪
- الغرزي 7.8٪
- الكيسي 6.2٪
- التوما 1.6٪
- أخرى / لا جواب 4٪ (2018 تقديرات)

### الديانات[10]
- الإسلام 89.1٪
- مسيحيون 6.8٪
- الرسوم المتحركة / أخرى / لا يوجد 4.1٪ (2014 تقديرات)

### اللغات[10]
الفرنسية (الرسمية)، كل مجموعة عرقية لها لغتها الخاصة

### معرفة القراءة والكتابة
التعريف: سن 15 وما فوق يمكنه القراءة والكتابة (2015 تقديرات)
مجموع السكان: 30.4٪ (تقديرات 2015)
ذكور: 38.1٪ (تقديرات 2015)
إناث: 22.8٪ (تقديرات 2015)

### العمر المتوقع للمدرسة (من التعليم الابتدائي إلى العالي)
المجموع: 9 سنوات (2014)
الذكور: 10 سنوات (2014)
الإناث: 8 سنوات (2014)

### البطالة، الشباب الذين تتراوح أعمارهم بين 15 و 24 عامًا
المجموع: 1٪ (تقديرات 2012)
ذكور: 1.5٪ (تقديرات 2012)
إناث: 0.6٪ (تقديرات 2012)